# Memorial Argo Manfredini 2007
Il Memorial Argo Manfredini 2007 è stato un torneo di tennis facente parte della categoria ATP Challenger Series nell'ambito dell'ATP Challenger Series 2007. Il torneo si è giocato a Sassuolo in Italia dal 4 al 10 giugno 2007 su campi in terra rossa.

## Vincitori

### Singolare
Oleksandr Dolgopolov ha battuto in finale  Héctor Ruiz Cadenas con il punteggio di 6–1, 6–4

### Doppio
Giorgio Galimberti /  Marcio Torres hanno battuto in finale  Daniele Giorgini /  Andrea Stoppini con il punteggio di 6–3, 6(2)–7, [10–6]